# ميخائيل مانلي (سياسي)
ميخائيل مانلي (بالإنجليزية: Michael Manley) هو سياسي جامايكي، ولد في 10 ديسمبر 1924 في كينغستون في جامايكا، وتوفي بنفس المكان في 6 مارس 1997 بسبب سرطان البروستاتا. نشط حزبياً في حزب الشعب الوطني ‏.

## مناصب
- انتخب عضو مجلس الشورى البريطاني.
- انتخب وزير الخارجية والتجارة الخارجية (1972 – 1975).
- انتخب رئيس وزراء جامايكا [الإنجليزية]‏ (2 مارس 1972 – 1 نوفمبر 1980).
- انتخب Leader of the Opposition (Jamaica) [الإنجليزية]‏ (1969 – 2 مارس 1972).

## وصلات خارجية
- ميخائيل مانلي على موقع الموسوعة البريطانية (الإنجليزية)
- ميخائيل مانلي على موقع مونزينجر (الألمانية)
- ميخائيل مانلي على موقع ديسكوغز (الإنجليزية)